# 中村擬赤稍魚
中村擬赤稍魚（学名：Pseudaspius nakamurai），又稱中村三塊魚，為輻鰭魚綱鯉形目雅羅魚科的其中一個種，被IUCN列為瀕危保育類動物，分布亞洲日本的淡水溪流，背鰭軟條10至11枚；臀鰭軟條10至12枚，體長可達50公分，屬肉食性，以小魚及底棲無脊椎動物為食，生活習性不明。

## 扩展阅读
維基物種上的相關：中村擬赤稍魚
1. ↑  Miyazaki, Y.; Nakajima, J.; Takaku, K. & Taniguchi, Y. . The IUCN Red List of Threatened Species. 2019: e.T122055851A122055879  [11 March 2024]. doi:10.2305/IUCN.UK.2019-2.RLTS.T122055851A122055879.en .